# エイドリアナ・リン
エイドリアナ・リン（Adrianna Lynn，1985年7月8日生）は、アメリカ合衆国出身のポルノ女優およびアダルトモデル。 いわゆるポルノスターであり、その名を捩ったアドレナリン(Adrenalynn)という異称をしばしば用いる。

## 来歴

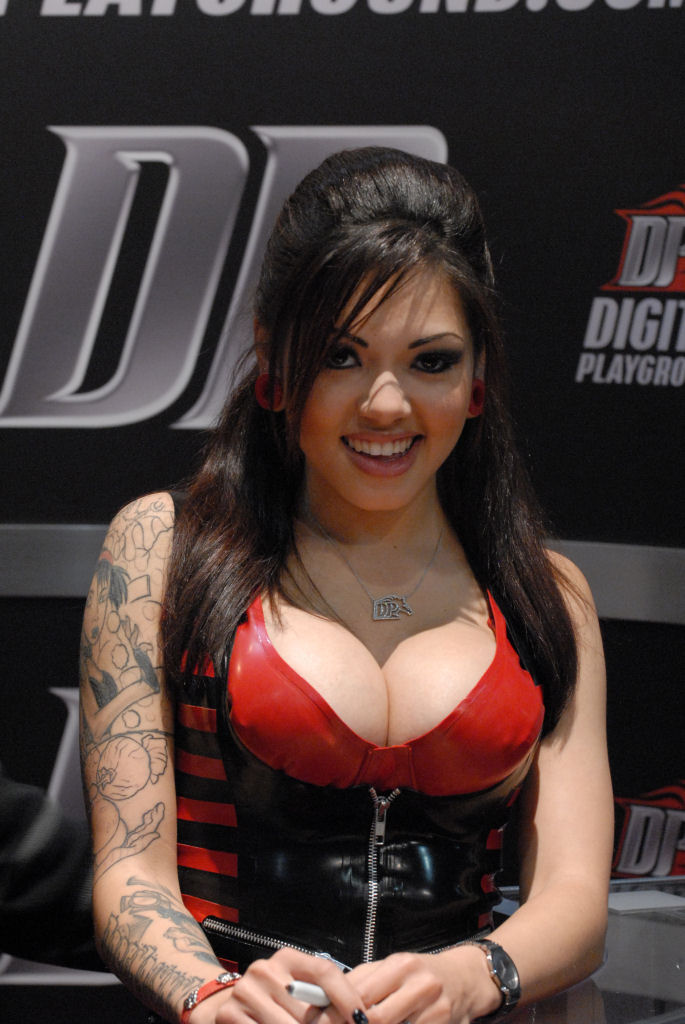

テキサス州ダラスの郊外に位置するアレンという裕福な町に生を享け、その幼少期にはJ.C.ペニーのカタログでモデル業を行うなどした。 やがて全額支給の奨学金を得てダラスの南メソジスト大学に進み、美術の学位を取得。
ポルノ業界に足を踏み入れることになったのは22歳頃―2007年のことであった。 デジタル・プレイグラウンドというポルノ制作スタジオと契約したうえで、それから2008年までに15本のポルノ映画に出演。
2009年には主演級で出演した『チアリーダーズ』という作品が、AVNアワードという名高いアダルト映画専門賞の一部門〔ベスト・オールガール・グループ・セックス・シーン〕にて最高賞を獲得。
いつしかポルノと並行してヌードモデルの活動を行うようにもなった。

## 私生活
趣味の一としてプロレスの観戦―特にハードコア系のプロレスの観戦を好み、ニック・モンドの試合を観てからというものコンバット・ゾーン・レスリングの熱心なファン。自身の好みの男性（”ヤってみたい男性”|"hot guys"）として『ハードコアジョックス』―クリス・キャッシュ、伊東竜二、ダニー・ハボック、CMパンクなどといったプロレスラーらの名前を幾度も挙げてきた。
2006年にはCMパンクを見るためにニューヨークでのリング・オブ・オーナーの記念興行に駆け付け、抱擁を行ったのちに無断で花束を贈呈。2008年には伊東竜二を見るためにIWAイーストコーストのマスターズ・オブ・ペインという大会の会場に駆け付けたうえ、それからすぐ後にフィラデルフィアの地に催されたチカラの大会の場にも駆け付け、ともに来ていたストーヤに続き、観衆のどさくさに紛れて伊東の唇にキスをし舌を入れた。
免許取得済みの彫師／ボディピアス師でもあり、自身の身体にも多量のタトゥーとピアスをいたるところに施している。その一つとして肛門の直近外周には、円状に一周して“Jarrod's Little Fuck Doll”の文言を青文字で入れ墨している。腕には自身の愛称『アドレナリン』(Adrenalynn)の文字を彫ってもいる。この愛称は18歳の頃からのものであるという。